# Martin Roman
Martin Roman (* 29. října 1969 Havířov) je český manažer, podnikatel a filantrop. Jeho odhadovaný majetek se pohybuje v řádu miliard Kč.

## Vzdělání
Vystudoval gymnázium v Havířově a poté Právnickou fakultu UK. Rok studoval také na ekonomické univerzitě ve švýcarském St. Gallenu a rok na fakultě práv na Karl-Ruprechts Universität v Heidelbergu. V letech 2014–2015 se věnoval dalšímu studiu na University College London – Institute of Education, kde úspěšně dokončil MA program Effective Learning and Teaching.

## Profese
Ve svých 23 letech se stal ředitelem české pobočky firmy Wolf, prodejce lupínků. V roce 1994 se stal členem představenstva akciové společnosti Ekoklima se sídlem v Milevsku, členem představenstva Janka a.s. v Praze-Radotíně a předsedou představenstva nově založené společnosti Janka Final a.s.
V roce 1995 se stal členem představenstva Banka Haná, a.s. Na počátku roku 1996 se stal členem představenstva nově založené společnosti Janka Radotín a. s. V roce 1997 opustil představenstvo Banky Haná a stal místopředsedou představenstva v nově založené společnosti Madson & Taylor a. s.
V roce 1998 opustil představenstvo společností Janka a.s. a Janka Final a.s. a stal se členem dozorčí rady nově založené společnosti Euroffice Praha – Brusel a.s., kterou vedl bývalý ministr druhé Klausovy vlády Pavel Bratinka.
V roce 2000 Martin Roman opustil představenstvo společnosti Janka Radotín, kterou ovládla americká společnost Lennox International Inc. Ve stejném roce se stal generálním ředitelem zadlužených strojíren Škoda Holding. Za své působení v plzeňské Škodě byl v roce 2004 oceněn titulem Manažer roku.
V říjnu 2001 se stal členem správní rady CMC Graduate School of Business v Čelákovicích.
Od 1. dubna 2004 do 15. září 2011 zastával post generálního ředitele a předsedy představenstva firmy ČEZ. Následně byl zvolen předsedou Dozorčí rady ČEZ, kde působil do 25. 10. 2013, kdy sám těsně před volbami odstoupil a definitivně tak uzavřel své působení v ČEZ, během kterých se mu z něho „podařilo vybudovat silnou stabilní a respektovanou společnost" (hodnocení od ministra financí Jana Fischera). Během jeho působení se stal ČEZ jednou z nejvýznamnějších světových energetických společností. V říjnu 2012 agentura Platts vyhodnotila ČEZ jako sedmou světovou energetiku ve svém žebříčku Platts Top 250 Jako jedné z mála světových společností se ČEZu podařilo udržet si rating i během krize. ČEZ během Romanovy éry vydělal státu na dividendách a daních 357 miliard korun. Na počátku prosince 2008 hájil „naprosto standardní obchod“ s Chrenkovou společností Moravia Energo, která měla kvůli poklesu cen elektřiny problémy s garancemi za forwardové kontrakty nakoupené na pražské energetické burze. O několik týdnů později však ČEZ zastavil veškeré dodávky této krachující společnosti a do následného konkurzního řízení přihlásil pohledávky za 1,5 miliardy korun. Byl členem dozorčí rady Burzy cenných papírů Praha, a. s.
V roce 2007 se také stal členem dozorčí rady Českých drah a na tomto postu působil dva následující roky. V letech 2010 až 2014 byl členem dozorčí rady Vienna Insurance Group Wiener Städtische Versicherung AG.
V roce 2018 se angažoval v následujících společnostech:
- První obnovené reálné gymnázium – předseda správní rady

- MOL Hungarian Oil and Gas Plc – člen představenstva

### Další členství
- 2009 – 2012 Akenerji Elektrik Üretim A.S., Turecko, člen a místopředseda představenstva
- 2008 – 2016 Akademie výtvarných umění v Praze, člen představenstva
- 2006 – 2014 Vysoká škola ekonomická, Fakulta ekonomie, Člen akademické rady
- 2004 – 2011 Svaz průmyslu a dopravy ČR, místopředseda

### Dobročinnost
V roce 2007 Martin Roman investoval 28 milionů korun do gymnázia PORG. Za většinu těchto peněz byly otevřeny dvě nové školy – vždy základní škola a osmileté gymnázium – v Praze a v Ostravě.
Martin Roman v roce 2011 spustil svůj charitativní projekt Čtení pomáhá, který vede děti ke čtení a zároveň je učí pomáhat potřebným. Na Čtení pomáhá věnuje Martin Roman každoročně až 10 miliónů korun. O tom, kdo pomoc obdrží, rozhodnou dětští čtenáři. Každý školák, který se zapojí do projektu, získá po úspěšném vyplnění testu k přečtené knize kredit padesát korun, který věnuje na jeden z nominovaných projektů. Během prvního roku se do projektu zapojilo více než 90 000 dětí. V roce 2014 jich bylo již více než 140 tisíc.
Manželé Romanovi také podpořili digitalizaci filmu Všichni dobří rodáci.

### Vydavatelská činnost
Od roku 2016 se Martin Roman věnuje vydávání publikací pro učitele s cílem zpřístupnit pedagogům odbornou populárně-naučnou a česky psanou literaturu. První byla publikace Zavádění formativního hodnocení: Praktické techniky pro základní a střední školy od D. Wiliama a S. Leahyové. V roce 2017 následoval titul Efektivní výukové nástroje pro učitele: Strategie pro zvýšení úspěšnosti každého žáka od P. Ginnise. Obě knihy vyšly ve spolupráci se vzdělávací organizací EDUkační LABoratoř.

### Vazby na politiku
Během Romanova působení v čele ČEZu média spekulovala o jeho vlivu na politiku a skrytém financování politických stran, k čemuž sám Roman pro časopis Týden v září 2010 uvedl: „Jestli mám nějaký vliv, tak jen v tom, že se lidé příležitostně zajímají o mé názory. Nevím, jak a z jakých peněz bych mohl někoho financovat.“ Nicméně se Martin Roman stal objektem mediálních kauz označovaných Toskánská aféra z července 2009 (setkal se v Toskánsku s předsedou ODS Mirkem Topolánkem) a Dubajská aféra z února 2011 (setkal se v Dubaji s předsedou Rozpočtového výboru Pavlem Suchánkem). V září 2011 se vyjádřil předseda TOP 09 Karel Schwarzenberg o financování politických stran: „Je veřejným tajemstvím v této republice, že ČEZ tady financoval politické strany. Mohu jen říct, že TOP 09 od nich nedostala ani minimální obnos.“

### Rodina
Rodiči Martina Romana jsou Ing. Milan Roman (21. února 1942 – 22. dubna 2010) a Milada Romanová. Má mladšího bratra Patrika (generální ředitel Pražských služeb). V roce 1997 se Martin Roman oženil s Lenkou Tesařovou, jejíž otec pracoval celý život jako úředník na Úřadu pro normalizaci a měření a její matka pracovala jako knihovnice. V roce 2002 se manželům Romanovým narodila dcera Kateřina a v roce 2005 dcera Natálie.